# Calle Especería
Calle Especería es una vía del Centro Histórico de la ciudad de Málaga, Andalucía, España. Se trata de una de una calle corta de apenas 118 metros, que discurre desde la plaza de la Constitución en dirección oeste hasta la confluencia de las calles San Juan y Santos, donde la continuación de la calle pasa a denominarse calle Cisneros.  
Como otras calles del centro, el origen del nombre de la calle Especería data del período de los Reyes Católicos, quienes establecieron calles determinadas para distintos gremios. Así, en esta calle se instalaron los vendedores de especias, aunque estos no fueron los únicos pues queda constancia de que también se establecieron aquí mercaderes de productos de droguería y los llamados "mercaderes de la vara".
Entre sus edificios destacan el n.º 2, obra de Cirilo Salinas de 1870; el n.º 3, remodelado por Fernando Guerrero Strachan en 1915; el n.º 7; el n.º 9, obra de Jerónimo Cuervo González de 1871; el n.º 11, también de Cirilo Salinas; y el n.º 13; todos ellos con protección arquitectónica municipal.
Esta calle fue incluida en la profunda peatonalización del Centro Histórico de Málaga gracias a la financiación por parte de fondos de la Unión Europea, lo que ha revitalizado su comercio y afluencia de paseantes prolongando el eje de Calle Nueva.